# منى السعيد
منى السعيد (2 ديسمبر 1951 -) راقصة و ممثلة مصرية

## نشأتها
- رقاصة اتجهت الى التمثيل وشاركت في بطولة بعض الافلام التى عملت بيها كما ساهمت في انتاجها
- اشتغلت في السينما و كانت بطلة في شوية افلام انتجتها
- اعتزلت الفن في نصف التسعينيات

## فيلموجرافيا
- خلطبيطة (1994)
- طعمية بالشطة (1993)
- إمرأة تدفع الثمن (1993)
- قانون إيكا (1991) .... المعلمة إيكا
- التوت والنبوت (1986) .... الرقاصة نوسة البنهاوية
- كلام في الحب (1973)
- سنوات الحب
- كوم الشقافة

## وصلات خارجية
لا توجد روابط لمواقع التواصل الاجتماعي.